# سینما کریستال (کرمانشاه)
سینما کریستال یک سالن سینما در شهر کرمانشاه بود که در خیابان دبیراعظم این شهر قرار داشت. این سینما در جریان یک آتش‌سوزی در سال ۱۳۴۵ از بین رفت.

## تاریخچه
سینما کریستال سالن سینمایی در خیابان دبیراعظم شهر کرمانشاه بود که در سال ۱۳۲۶ فعالیت خود را آغاز کرد.

 این سینما پنجمین سالن سینمایی بود که در شهر کرمانشاه به راه افتاد. مکان سینما کریستال روبه‌روی سینما متروپل، و بالاتر از سینما دیانا (از طرف میدان شهرداری) قرار داشت. سینما کریستال به خاطر نمایش فیلم‌های عربی و هندی شهرت داشت. فیلم اسماعیل یاسین جنی شده محصول کشور مصر در این سینما به نمایش درآمد. مالک این سینما فردی به نام دولتشاهی بود.
در روز دوشنبه ۲۷ دی‌ماه سال ۱۳۴۵ سینما کریستال در اثر آتش‌سوزی ویران و برای همیشه تعطیل شد.
 (تاریخ آتش‌سوزی سینما کریستال در برخی منابع ۲۷ دی‌ماه ۱۳۴۸ و ۲۷ دی‌ماه ۱۳۴۹ نیز ذکر شده‌است.)
مکان سینما کریستال چند دهه بعد و پس از انقلاب بهمن ۱۳۵۷ به «خانۀ صنایع دستی کرمانشاه» تبدیل شد.